# Власовка (Казахстан)
Вла́совка (каз. Власов) — село у складі Аккайинського району Північноказахстанської області Казахстану. Адміністративний центр Власовського сільського округу.
Населення — 619 осіб (2021; 771 у 2009, 925 у 1999, 1239 у 1989).
Національний склад станом на 1989 рік:
- росіяни — 48 %
- українці — 20 %.